# 亘明志
亘 明志（わたり あけし、1949年 - ）は、日本の社会学者。専攻は、理論社会学、文化社会学、メディア論、差別問題。

## 経歴
北海道札幌市生まれ。東京大学文学部社会学科卒業後、東京大学大学院社会学研究科修士課程修了、同博士課程単位取得退学。大学院は見田宗介ゼミ出身。広島修道大学人文学部教授、長崎ウエスレヤン大学現代社会学部教授を経て、2016年より京都女子大学現代社会学部教授。日本解放社会学会前会長。

## 著書
- （共著）『社会学ベーシック6　メディア・情報・消費社会』（世界思想社、2009年）
- 『記号論と社会学』（ハーベスト社、2004年）
- 『身体・メディア・権力』（創土社、2001年）
- （共著）『映像社会学序説』（広島修道大学総合研究所、1988年）

## 学会活動等
- 日本社会学会（1979年～）
- 日本解放社会学会（1985年～）
- 日本解放社会学会理事（1988年～1997年、2011年～）
- 日本解放社会学会会長（2003年～2010年）
- 数理社会学会（1988年～）
- 関西社会学会（1989年～）
- クィア学会（2007年～2015年）
- 戦争社会学研究会（2009年～）